# Par hipergólico

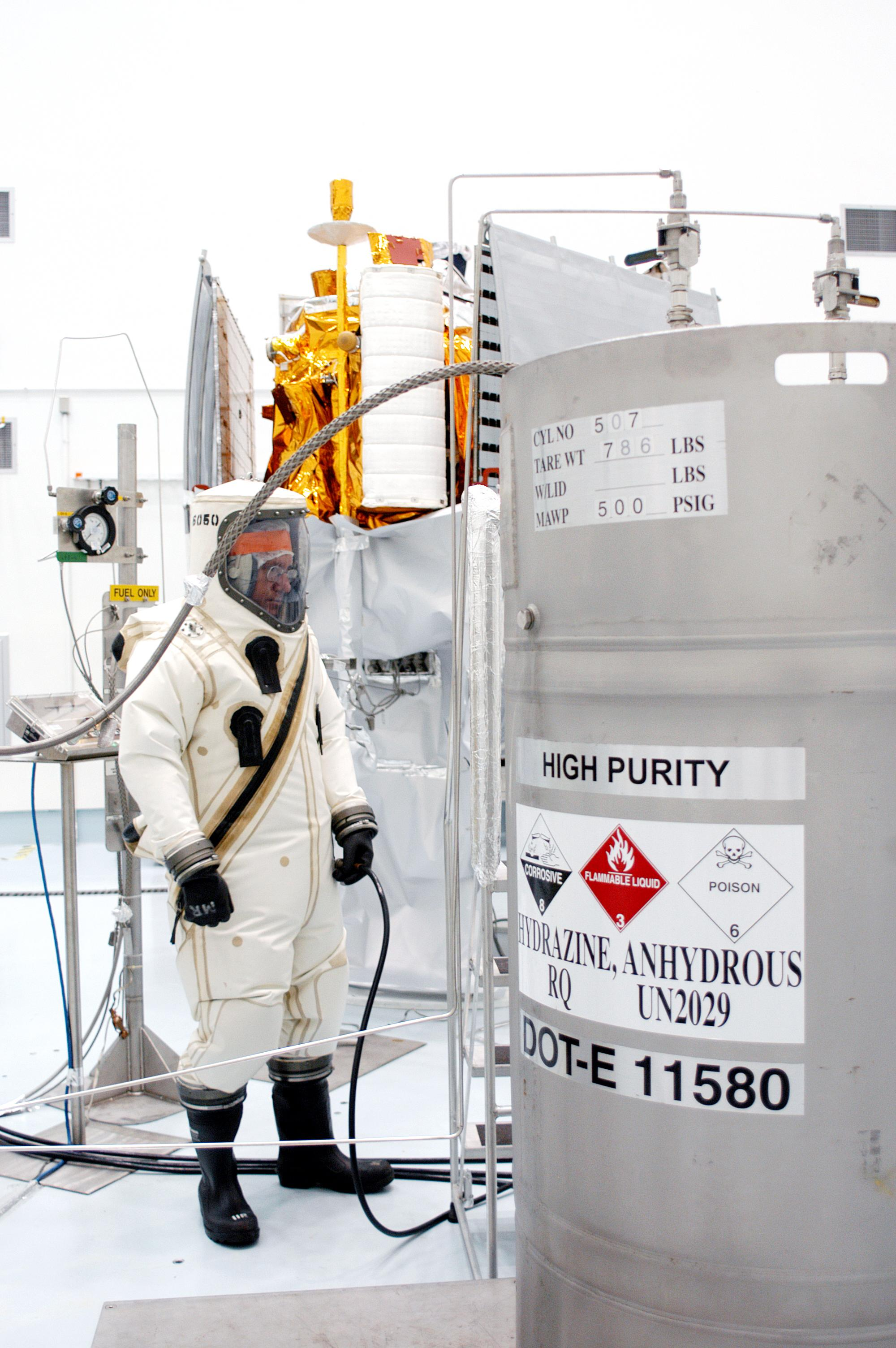
Manipulação de combustível hipergólico.

Um par hipergólico consiste de dois compostos químicos que entram em ignição espontaneamente e sem a presença de oxigênio. 
Os pares hipergólicos são largamente utilizados como combustível de foguetes na indústria aeroespacial. 
Estes componentes químicos são de difícil manejo e armazenagem, devido as suas características de toxicidade e corrosão, 
mas  a quantidade de energia que produzem justifica os esforços necessários para usá-los.
Esse par, em geral é constituído por: um combustível e um oxidante. As combinações mais comuns hoje em dia são:
- Tetróxido de nitrogênio (NTO) com Hidrazina (MMH)
- Metil-hidrazina (MMH) com Dimetil-hidrazina assimétrica (UDMH)

O desenvolvimento de motores de foguetes usando pares hipergólicos remonta a 1931, quando Valentin Glushko fez algumas experiências,
e a 1935, quando o cientista alemão, Prof. O. Lutz, efetuou experiências com mais de 1.000 compostos químicos, com essa finalidade.

## Vantagens
Esses componentes químicos podem, em geral, ser armazenados em temperatura ambiente. Como a combustão se dá por contato, os motores são mais simples.
Os motores alimentados dessa forma, podem ser desligados e religados várias vezes sem grandes dificuldades, o que é ideal para manobras no espaço. 

## Desvantagens
Além das características de toxidade e corrosão, o que aumenta os custos de manipulação, transporte e segurança em geral, essa combinação é mais
pesada e menos potente que os pares criogênicos., como oxigênio e hidrogênio líquidos, por exemplo.